# Třída Angelo Cabrini
Třída Angelo Cabrini je třída rychlých víceúčelových hlídkových lodí stavěných pro Italské námořnictvo. Jejich označení je UNPAV (Unità Navale Polifunzionale ad Alta Velocità). Objednána byla dvě plavidla této třídy. Jejich primárním uživatelem budou speciální jednotky Italského námořnictva Gruppo Operativo Incursori.

## Pozadí vzniku
Kontrakt ve výši 40 milionů eur na vývoj a stavbu dvou plavidel této třídy získala v červnu 2016 italská loděnice Intermarine (Immsi Group). Stavba od roku 2016 probíhá ve městě Sarzana. Prototypová jednotka byla do služby přijata 8. července 2019. Její sesterská loď následovala 3. března 2020.
Jednotky třída Angelo Cabrini:
| Jméno                  | Zahájení stavby | Spuštěna        | Vstup do služby  | Status  |
| ---------------------- | --------------- | --------------- | ---------------- | ------- |
| Angelo Cabrini (P420)  | září 2016       | 26. května 2018 | 7. července 2019 | aktivní |
| Tullio Tedeschi (P421) | 2018            | 11. května 2019 | 3. března 2020   | aktivní |

## Konstrukce
Plavidla budou vybavena kajutami pro devět členů posádky a 29 dalších osob. Jejich bojový řídící systém bude typu Leonardo-Finmeccanica SADOC Mk4. Na přídi bude instalována dálkově ovládaná zbraňová stanice Hitfist s jedním 12,7mm kulometem, který doplní čtyři ručně ovládané 7,62mm kulomety. Ponesou dva 7,5 rychlé čluny RHIB typu Zodiac Hurricane 733, k jejichž spouštění bude sloužit rampa na zádi. Pohonný systém budou tvořit tři diesely MTU 16V 2000 M91, každý o výkonu 2 000 bhp a trojice vodních trysek Rolls-Royce KaMeWa S4. Nejvyšší rychlost dosáhne 32 uzlů. Dosah bude 1 500 námořních mil při rychlosti 16 uzlů. Vytrvalost bude 10 dnů.